# برگه‌دان

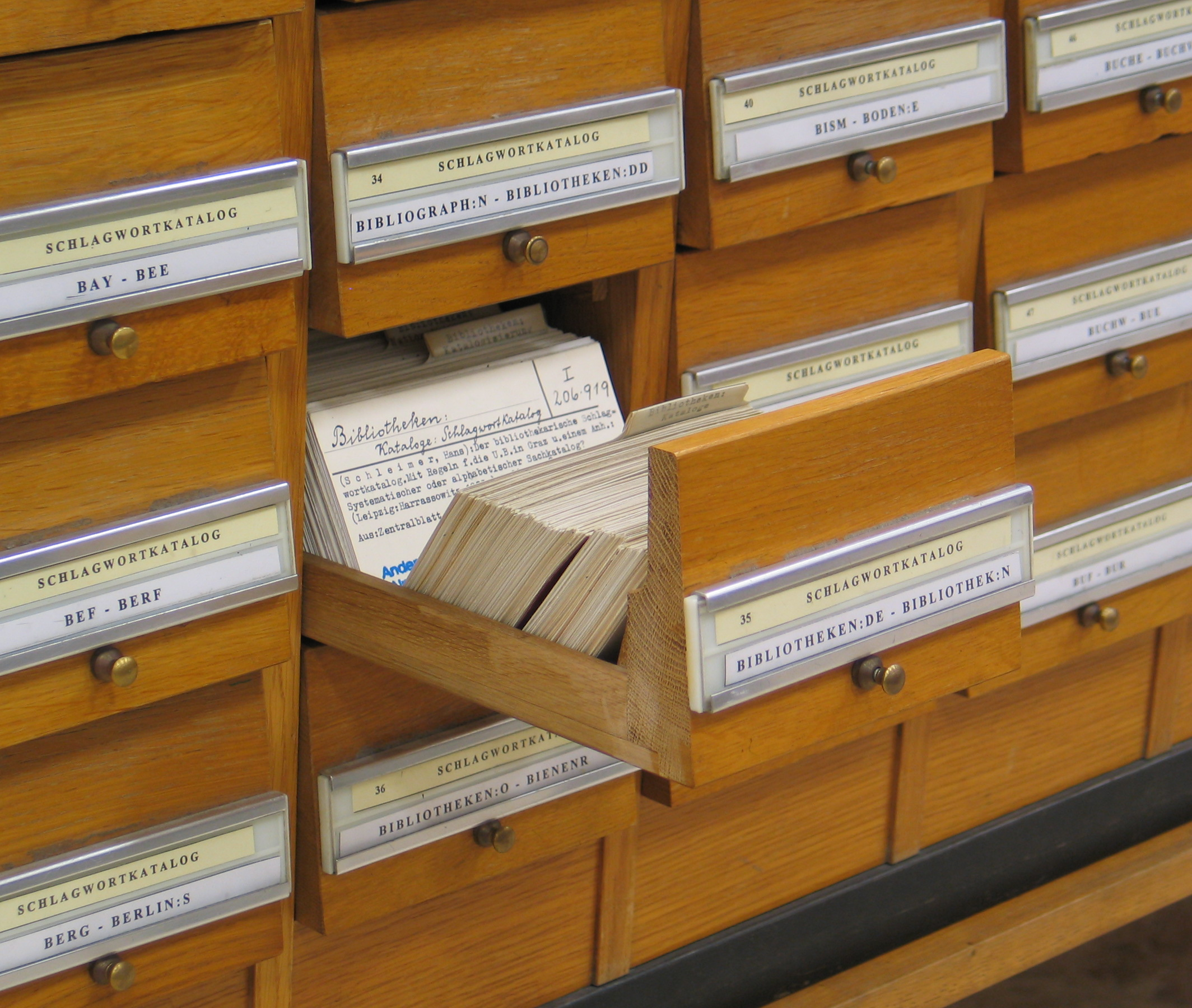
برگه‌دان.

برگه‌دان، یک جعبهٔ چوبی یا فلزی است که خانه‌ها و کشوهای متعددی در آن تعبیه شده‌است. فهرست برگه‌ها با روش و نظم خاص در کشوها جای می‌گیرند. از قسمت جلوی کشو میلهٔ متحرکی که نوک آن دکمه مانند است به داخل کشو رد می‌شود. این میله از سوراخ تمام کارت‌های کشو عبور می‌کند و آن‌ها را ثابت نگاه می‌دارد. تعداد کشوهای برگه‌دان ۱۵، ۳۰ و ۶۰ خانه یا بیشتر است. هر برگه‌دان ۶۰ خانه گنجایش حدود ۸۰۰۰۰ کارت را دارد. کشوی کارت‌ها، از چوب یا پلاستیک یا ترکیبی از این دو ساخته می‌شود. در قسمت جلوی هر کشو زبانه‌ای برای بیرون کشیدن کشو از برگه‌دان تعبیه شده، به علاوه محفظه کوچکی برای نصب راهنمای محتویات کشو در نظر گرفته شده‌است. از آن جا که برگه‌دان از پرمراجعه‌ترین وسایل کتابخانه‌است، آن را زیبا و محکم و پراستقامت و از جنس اعلا می‌سازند و ساختن آن به عهده متخصصان این حرفه‌است.
در انتخاب نوع چوبی یا فلزی برگه‌دان، علاوه بر استحکام آن به ثابت بودن و تغییر شکل نیافتن آن در مقابل گرما و سرما باید توجه کرد. کشوها باید استاندارد ساخته شوند تا جابه جایی آن‌ها مسئله ایجاد نکند؛ به راحتی در محفظه خود جای گیرند، و به راحتی هم بیرون کشده شوند.

## روش نوشتن روی برگه‌دان‌ها
1. روی هر کشو باید برچسب‌هایی که به وضوح محتوای آن کشو را نشان دهید، نصب شود.
2. روش تقسیم برگه‌های فارسی در برگه‌دانها از بالا به پائین و از راست به چپ است. بدین ترتیب که اولین کشوی سمت راست در بالا با حرف آ شروع می‌شود و بعد ادامه برگه‌ها در کشوی زیر آن و به همین ترتیب ادامه پیدا می‌کند تا آخرین کشوی سمت راست تمام شود. بعد از آن اولین کشوی ردیف دوم الی آخر، بطریقی که حرف ی در پایین‌ترین کشوی سمت چپ قرار گیرد.
3. اگر یک کشو اختصاص به کلیه شناسه‌هایی دارد که با یک حرف الفبا شروع می‌شوند کافی است که روی برچسب آن کشو تنها همان حرف نوشته شود. مثلاً ن نشان دهندهٔ این است که در داخل این کشو کلیه برگه‌هایی که با کلمهٔ ن شروع شده‌اند قرار دارد.
4. در حالتی که دو یا چند حرف الفبا در داخل یک کشو قرار دارند باید مشخص نمود که از چه حرف تا چه حرف الفبا در داخل این کشو قرار گرفته‌است مثلاً ر- س نشان می‌دهد که کلیهٔ مدخلهایی که با حروف ر، ز، س شروع می‌شوند در داخل این کشو قرار دارد.
5. هرگاه دو یا چند کشو اختصاص به یک حروف الفبا داشته باشد روی برچسب کشوی اول حرف الفبای مربوطه و سپس یک خط تیره و بعد از آن حروفی را می‌نویسیم که قبل از حروف اولین مدخل کشوی بعدی است. بین آخرین حروف یک کشو با اولین حروف کشوی بعدی از نظر حروف الفبا هیچ فاصله‌ای نباید موجود باشد تا هر شناسه‌ای را با هر ترکیبی از حروف الفبا بتوان در یکی از کشوهای برگه‌دان قرار داد.[۳]

## ابعاد مناسب برای برگه‌دان ۳۰ خانه
- بلندی پایه: ۴۰ تا ۷۰ سانتی‌متر
- بلندی برگه‌دان: ۱۴۵ سانتی‌متر
- بلندی دیواره داخلی هر کشو: ۱۱ سانتی‌متر
- پهنای برگه‌دان:۹۰–۸۵ سانتی‌متر
- پهنای هر میز کشویی: ۳۷ سانتی‌متر
- پهنای دیواره داخلی هر کشو: ۱۴٫۵ سانتی‌متر
- عرض (عمق) برگه‌دان: ۴۶ سانتی‌متر
- طول هر میز کشویی: ۳۷ سانتی‌متر
- طول هر کشو: ۴۲٫۵ سانتی‌متر

بلندی و پهنای محفظه هر کشو در حدود ۱۳٫۲× ۹ سانتی‌متر خواهد بود تا علاوه بر جای گرفتن برگه‌های ۷٫۵× ۱۲٫۵ سانتی‌متری، برگه‌های راهنما نیز که معمولاً کمی بزرگ‌تر و دارای لبه برجسته می‌باشند به راحتی در آن گنجانده شوند.